# Denim-ed soul 2
『denim-ed soul 2』（デニムド・ソウル・ツー）は、EAST END×YURIの2枚目のオリジナル・アルバム。1995年6月21日発売。

## 概要
帯にはデビュー・アルバムの表示だが自身最後のアルバムとなっている。

## 収録曲
全曲作曲：YOGGY（3以外）
1. いい感じ やな感じ
作詞：GAKU/YOGGY/YURI　
3枚目のシングル。
2. MAICCA〜まいっか
作詞：GAKU/YOGGY　
2枚目のシングル。
3. SO LONELY
作詞：GAKU/YOGGY　作曲：YOGGY/PK
シングル「いい感じ やな感じ」のカップリング曲。
4. GROOVIN’(remix)
作詞：GAKU/YOGGY　
シングル「MAICCA〜まいっか」のカップリング曲。
5. Newcomer
作詞：GAKU/YOGGY/YURI
6. denim-ed soul
作詞：GAKU
7. GREEDY G
作詞：GAKU/YURI
8. GREEDY B
作詞：GAKU
9. Throw Ya Hands
作詞：GAKU
10. When we fall in love
作詞：GAKU
シングル「何それ」のカップリング曲。
11. 何それ
作詞：GAKU/YOGGY/YURI　
4枚目のシングル。
12. DA.YO.NE(album version)
作詞：GAKU/MUMMY-D
1枚目のシングルのアルバム・バージョン。
13. SO LONELY(instrumental)